# Edmund Kolanowski
Edmund Kolanowski (24. října 1947 – 29. července 1986) byl polský sériový vrah a nekrofil, který zabil tři ženy a také zmrzačil několik mrtvol ze hřbitovů.

## Životopis
Měl staršího bratra Andrzeje, který zemřel ve věku 2 let. Z tohoto důvodu ho jeho matka často vodila na hřbitov v Miłostowě. Na základní škole opakoval první, třetí a pátou třídu. Kvůli jeho chování ho lékař poslal do zařízení pro choromyslné. Později Edmund Kolanowski pokračoval ve vzdělávání na odborné škole, kterou nedokončil. Nakonec se vyučil elektrikářem. Byl ženatý s Žofií (od roku 1970), se kterou měl dvě dcery (nar. 1970 a 1972). V roce 1975 bylo manželství na žádost manželky prohlášeno za neplatné. Od roku 1980 žil v konkubinátu s Gabrielou, se kterou měl jednu dceru.